# Raggruppamento Operativo Centrale
Il Raggruppamento Operativo Centrale (R.O.C) è stato un settore del Servizio per le informazioni e la sicurezza democratica (SiSDe). Istituito dal generale Mario Mori, è stato diretto dal generale Pasquale Angelosanto dal 2002 al 2007. Con la riforma dei servizi segreti italiani del 2007, Legge 3 agosto 2007, n. 124, l'intero reparto è stato riconsegnato a nuovi settori dei Servizi segreti italiani.   